# Nagornaïa (métro de Moscou)
Nagornaïa (en russe : Наго́рная et en anglais : Nagornaya) est une station de la ligne Serpoukhovsko-Timiriazevskaïa (ligne 9 grise) du métro de Moscou, située sur le territoire du raïon Nagorny dans le district administratif sud de Moscou.

## Situation sur le réseau
Établie en souterrain, à 9 mètres sous le niveau du sol, la station Nagornaïa est située au point 116+51 de la ligne Serpoukhovsko-Timiriazevskaïa (ligne 9 grise), entre les stations Nagatinskaïa (en direction de Altoufievo) et Nakhimovski prospekt (en direction de Boulvar Dmitria Donskogo).